# The Psychedelic Guitar Circus
The Psychedelic Guitar Circus je společné studiové album kytaristů Henryho Kaisera, Steva Kimocka, Harveyho Mandela a Freddieho Rouletta. Vydalo jej v roce 1994 hudební vydavatelství Sky Ranch Records. Nachází se na něm převážně převzaté písně od jiných autorů, mezi něž patří například Taj Mahal, Jimi Hendrix či skupiny The Beatles a Pink Floyd.

## Seznam skladeb
| Pořadí | Název                                     | Autor                                                                  | Délka |
| ------ | ----------------------------------------- | ---------------------------------------------------------------------- | ----- |
| 1.     | On Broadway                               | Jerry Leiber, Barry Mann, Mike Stoller, Cynthia Weil                   | 5:05  |
| 2.     | She Caught the Katy                       | Taj Mahal, Yank Rachell                                                | 3:09  |
| 3.     | Skil Trik                                 | Harvey Mandel                                                          | 4:16  |
| 4.     | Mizrab / India                            | John Coltrane, Gábor Szabó                                             | 8:15  |
| 5.     | Jumpin' at Shadows                        | Duster Bennett                                                         | 4:48  |
| 6.     | West Coast Salegy                         | Henry Kaiser                                                           | 6:18  |
| 7.     | The Wayback Machine                       | Steve Kimock                                                           | 5:35  |
| 8.     | Blues for Sun Ra / Interstellar Overdrive | Kaiser, Kimock / Syd Barrett, Nick Mason, Roger Waters, Richard Wright | 12:17 |
| 9.     | Up from the Skies                         | Jimi Hendrix                                                           | 5:01  |
| 10.    | Norwegian Wood                            | John Lennon, Paul McCartney                                            | 3:04  |
| 11.    | The Serpent                               | Johnny Mandel                                                          | 5:21  |
| 12.    | Sandy the Pelican                         | Bob Adams, Kaiser, Everett Shock, Erling Wold                          | 4:28  |
| 13.    | Teardrop                                  |                                                                        | 4:27  |

## Obsazení
- Henry Kaiser – kytara
- Steve Kimock – kytara
- Harvey Mandel – kytara
- Freddie Roulette – kytara, zpěv
- Bobby Vega – baskytara
- Bob Bralove – klávesy
- John Hanes – bicí